# Galiassa

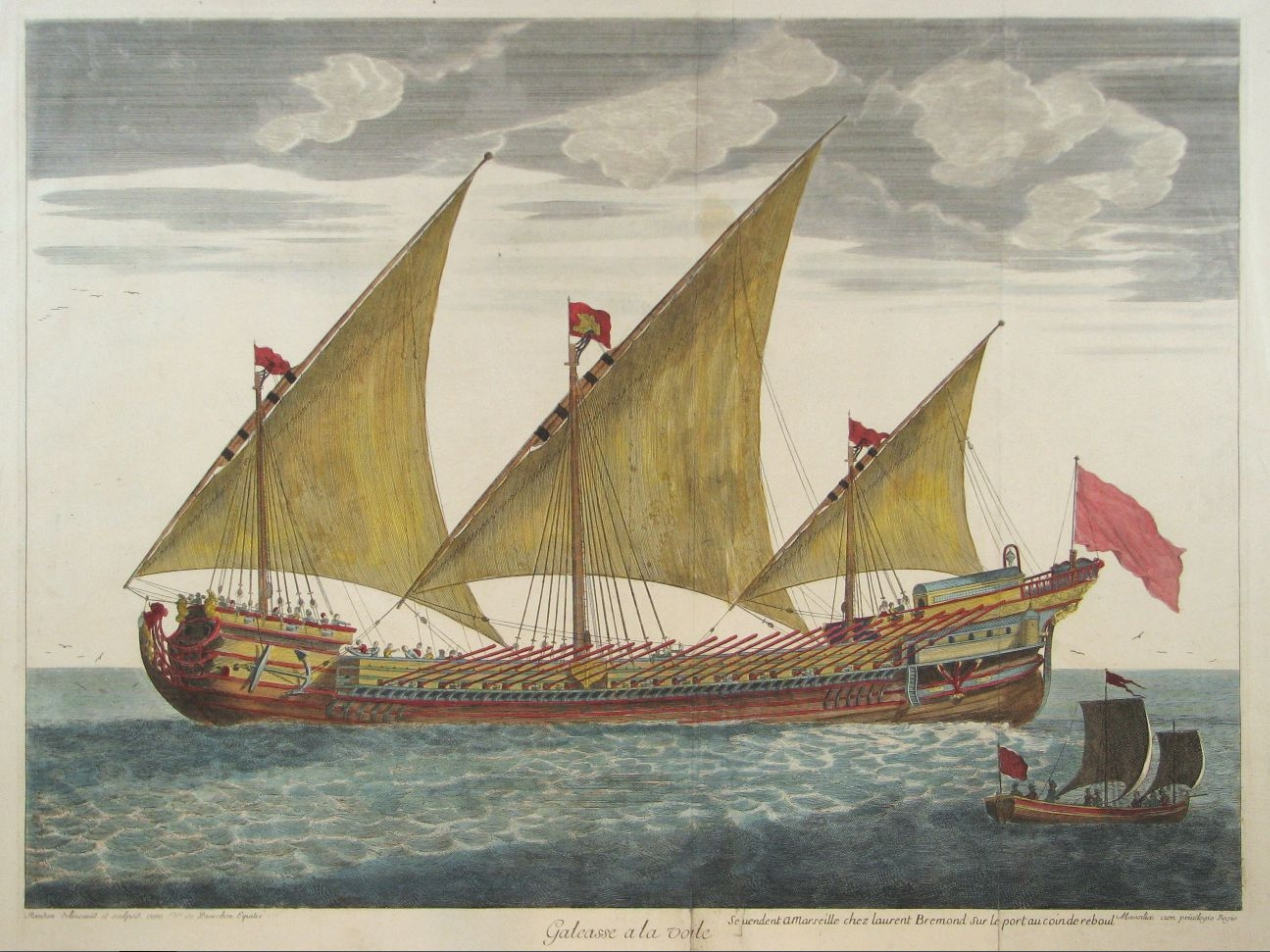
Galiassa tradicional amb aparell llatí. No hi ha bauprès.

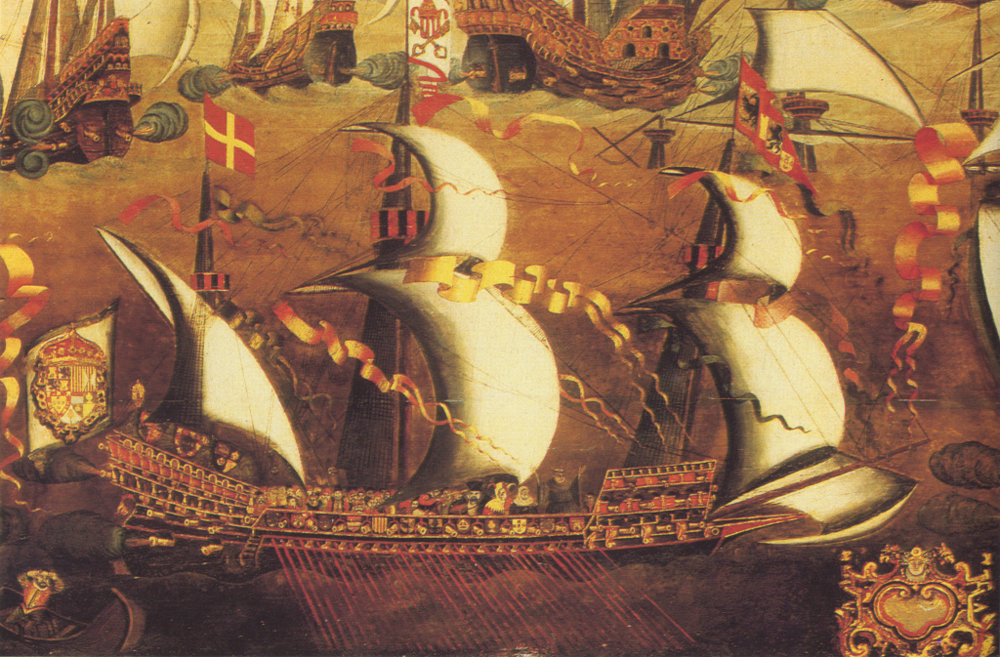
Galiassa de Malta amb aparell caire. Amb bauprès.

La galiassa fou un tipus de nau mercant emprada al Mediterrani. Fou adaptada com a nau de guerra a la República de Venècia al segle xv i va durar fins al segle xvii, i fou usada bàsicament al mar Mediterrani. Al llarg del segle xvi altres països mariners imitaren les solucions venecianes.
La galiassa era un terç més gran que la galera, i era més llarga, alta i pesant. Estava proveïda de tres pals (algunes, de quatre), a part del bauprès, amb, si més no, dos d'aquests amb veles quadres, coberta superior, castell de proa, castell de popa i dos ponts. Podia portar entre 32 i 46 bancs de remadors i anar equipada amb 36 canons grossos, a més a més d'altres de mida més petita. Es desenvolupà sobre la base de les grans galeres mercants.
Qui posà més esforços en la construcció de galiasses fou la República de Venècia. Tot i això, en construí poques, però acabaren tenint un rol decisiu en la resolució de la batalla de Lepant, ja que la potència de foc de les sis galiasses venecianes era molt superior a la de les galeres, resultant determinants per portar la flota cristiana a la victòria.
Les galiasses van acabar desapareixent al segle xviii.

## Història

### Naus mercants
La galeazza di mercancia veneciana podria considerar-se un precedent de la galiassa. La primera d'aquestes naus fou construïda per Demetrio Nadal a Venècia el 1294. Les galeres grosses mercants venecianes anaven armades, igual que les galeres i naus mercants d'altres contrades.

### Naus de guerra
Les galiasses de guerra venecianes foren la transformació lògica de les galiasses mercants. Les seves dimensions i la construcció reforçada permetien armar-les amb una artilleria més potent i nombrosa. A aquesta capacitat ofensiva, lluny de les naus enemigues, calia afegir una resistència passiva superior: una galiassa podia encaixar millor els projectils de menor calibre disparats per l'enemic. Pel que fa al combat de proximitat, una galiassa era més alta que una galera i, per tant, estava millor disposada par a atacar i defensar-se.
Una altra característica important de les galiasses eren els corredors que anaven disposats a les bandes. Un gran nombre de guerrers podien disparar les seves armes protegits. A la vegada, aquests corredors protegien els remers.
Les galiasses eren naus molt cares de construir, però els venecians les consideraven tan efectives que obligaven als capitans de les seves galiasses a no rebutjar el combat contra un nombre de naus enemigues important (una galiassa contra 25 galeres!!).

## Propulsió

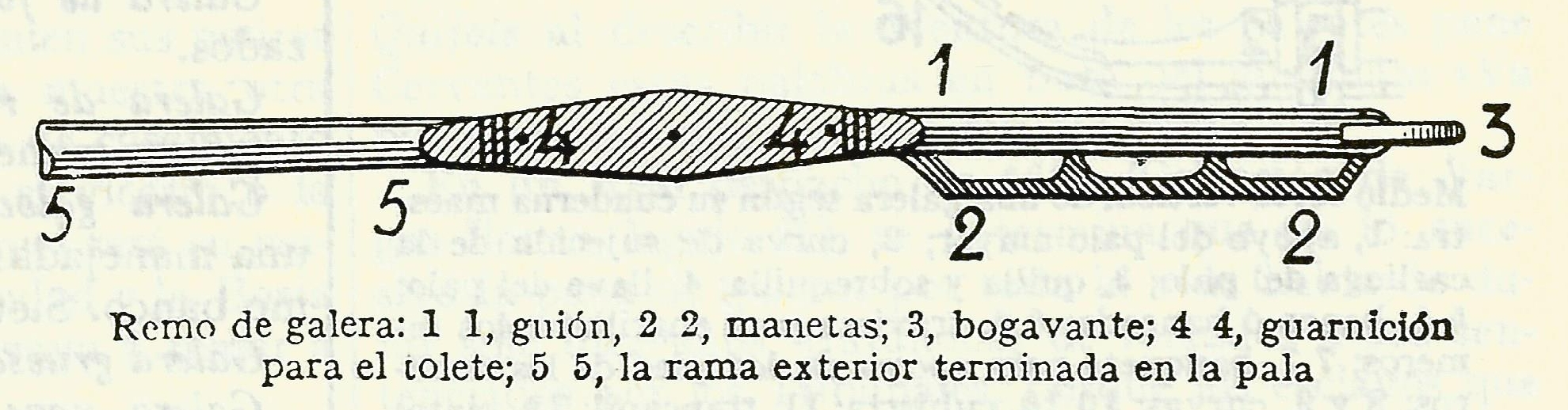
Detalls del cap interior d'un rem de galera de l'edat moderna o posterior.

La propulsió de les galiasses era mixta: amb veles i amb rems.

### Palamenta i xurma
El conjunt de rems, la palamenta, era variable. Amb un mínim de 25 rems per banda. Els rems eren més llargs que els d'una galera i els bancs dels remers estaven més separats. Set o vuit especialistes - forçats, esclaus o assalariats- feien funcionar cada rem.

### Aparell
Les galiasses tradicionals anaven amb aparell llatí. Amb tres arbres, tres antenes i tres veles llatines.
Hi ha constància destacada de galiasses amb aparell rodó o caire. Amb tres arbres i bauprès: trinquet, mestre i mitjana. Només l'arbre de mitjana hissava una vela llatina. Mestre i trinquet duien veles quadres.
- De les quatre galiasses comandades per Hug de Montcada i Gralla, pertanyents a l'estol de Nàpols (Armada Invencible ), no hi ha cap descripció detallada. Segons Luís Cabrera de Córdoba foren construïdes a Nàpols.[14]
  - Segons un compte de reparacions, se sap que la galiassa San Lorenzo portava bauprès i, per tant, equipava aparell rodó.[15]

## Documents
- 1294. Demetrio Nadal.[3]
  - Constructor de la que alguns consideren la primera galeazza di mercancia veneciana.
- 1385.“...in quadam galeassa nominata sancta Maria...”[16][17]
  - Data de la primera referència conservada del terme, en llatí o altra llengua.
- 1400. La galiassa Sant Antoni, del convers valencià Joan Valleriola, és esmentada.[18]
- 1413. Viatge a Jerusalem de Niccolò d'Este, en una "galeazza".[19]
- 1450. "...galeazza catalana...".[20]

| «                                                         | ... Il Secreto di Palermo dichiara alla Dogana di Napoli che Galeazzo Doria, console genovese a Palermo, ha caricato su una galeazza catalana diretta a Napoli le seguenti merci: panni di vilagi di Fiandra pezze 33; panno di Londra pezza una; ... | » |
| — Note per la storia dei banchi in Sicilia nel XV secolo. | |   |

- 1454."galeassa d'en Johan Bertran".[21]
  - Una galiassa catalana (o mallorquina) de Joan Bertran, provinent de Nàpols arriba a Barcelona amb passatgers.
- 1462. Dues galiasses de la Generalitat enviades amb queviures, des de Barcelona cap a Sant Feliu.[22]
- 1468. Galiassa mercant mallorquina ("galeaça") de Ferrando Valentí.[23]
- 1472. Llibre de comptes de Caterina Llull, una empresària catalana a Sicília.[24]
- 1475. Galiasses mercants, anomenades "ferrandines".[25]
- 1492. "... una galeassa grossa de França...".[26]
- 1494. "... e la galeassa grossa di Fransa in Porto Pisano per caricare artigliaria per a Roma..."[27]
- 1537. El terme "galeassas" citat en el Dictionnaire d'ancien occitan auvergnat: Mauriacois et Sanflorain (1340-1540).[28]
- 1554.[29]
- 1555.[30]
- 1561. Galiassa ("galeaza" en castellà) San Salvador a La Española.[31]
- 1571.  Batalla de Lepant .[32]
- 1614. L'armata navale. Pantero Pantera.[33][34]
- 1656. Obra que descriu l'ús de les galiasses venecianes en una victòria contra els turcs.[35]
- 1657. Lorenzo Renieri general de les galiasses venecianes.[36]
- 2001.[37]